# Parc eolian

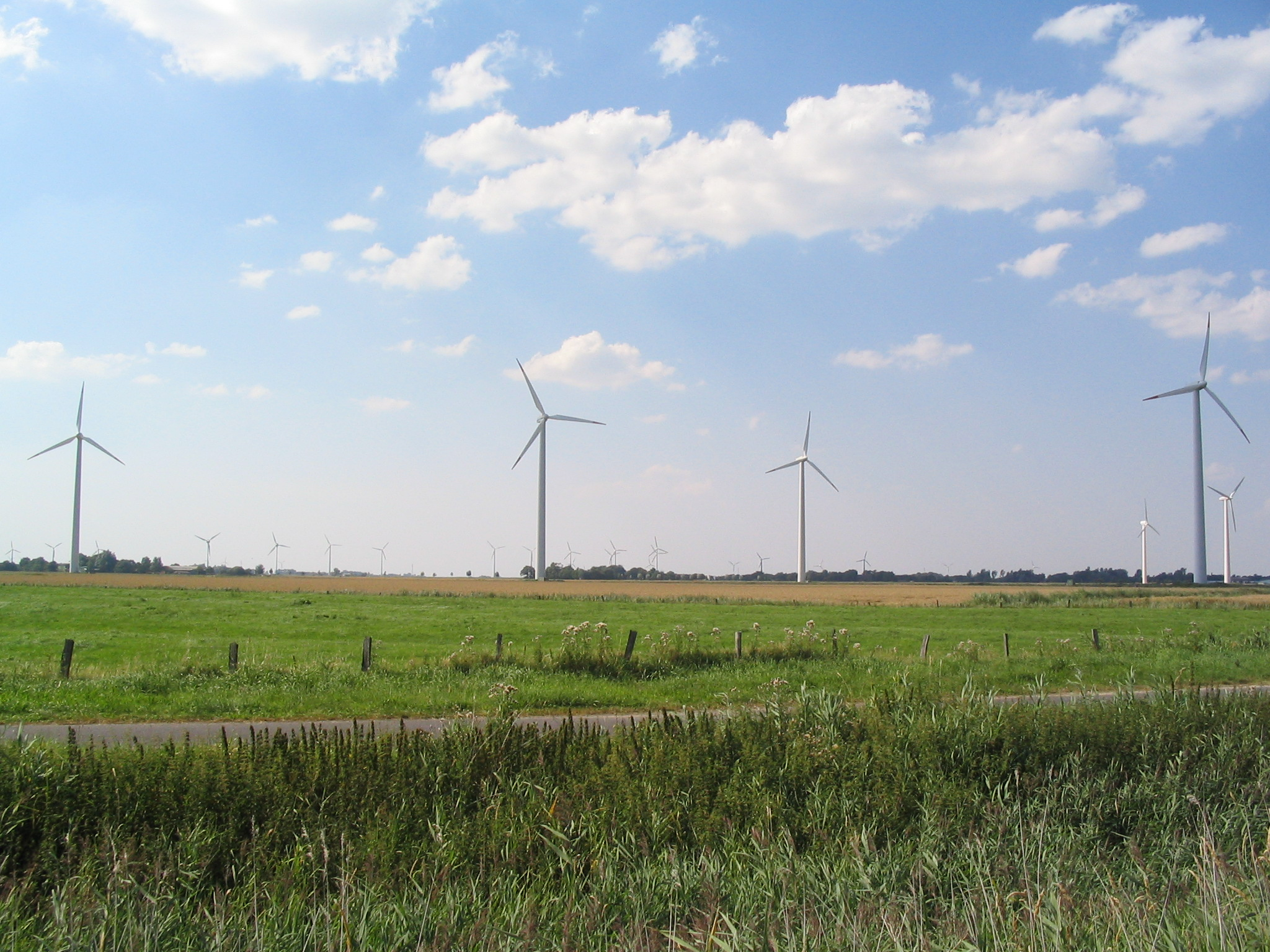
Parcul eolian de la Neuenkirchen (Germania).

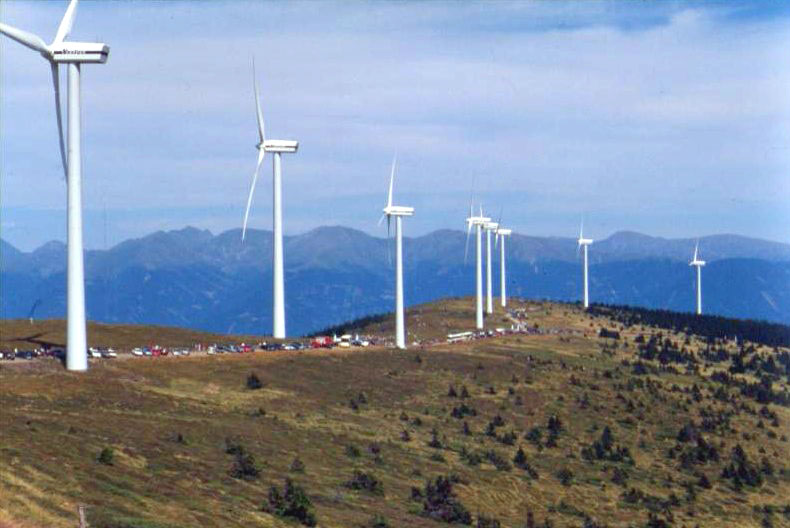
Parcul eolian de la Tauern (Austria).

Un parc eolian, sau o fermă eoliană, este un sit care grupează mai multe  turbine la care energia primară este energia eoliană și care produc electricitate. De regulă sunt amplasate în locuri unde vântul este puternic și / sau regulat. Există critici care acuză parcurile eoliene că ar aduce atingere peisajului.

## Introducere
Energia eoliană devine una dintre sursele de energie regenerabilă folosite pe scară largă și în România. Pentru ca producția să fie eficientă și implicit rentabilă, generatoarele eoliene sunt de obicei dispuse în parcuri eoliene. Trebuie precizat faptul că, pentru funcționarea unei turbine eoliene este necesară o  viteză a vântului de minimum 3 m/s și de maximum 25 m/s . De asemenea,  la  pornire, o turbină  eoliană  consumă aproximativ 750 KW. Durata de utilizare a unei turbine este de 20 de ani.

## Criterii de alegere a amplasamentului unui parc eolian
Pentru ca un parc eolian să poată fi instalat într-un anumit amplasament, trebuie îndeplinite anumite criterii:
- intensitatea vântului pe durata unui an de zile să permită o producție constantă;
- prezența în zonă a drumurilor de acces;
- prezența în zonă a liniilor de transport de înaltă tensiune din Sistemul Energetic Național (SEN) pentru a permite racordarea la acesta a parcului eolian;
- să nu existe restricții legate de mediu (zone protejate);
- terenul pe care se construiesc eolienele să suporte masa acestora (între 250 t și 350 t) ;
- parcelele de teren să fie libere de sarcini (să nu existe litigii cu privire la dreptul de proprietate etc.);

## Organizarea unui parc eolian

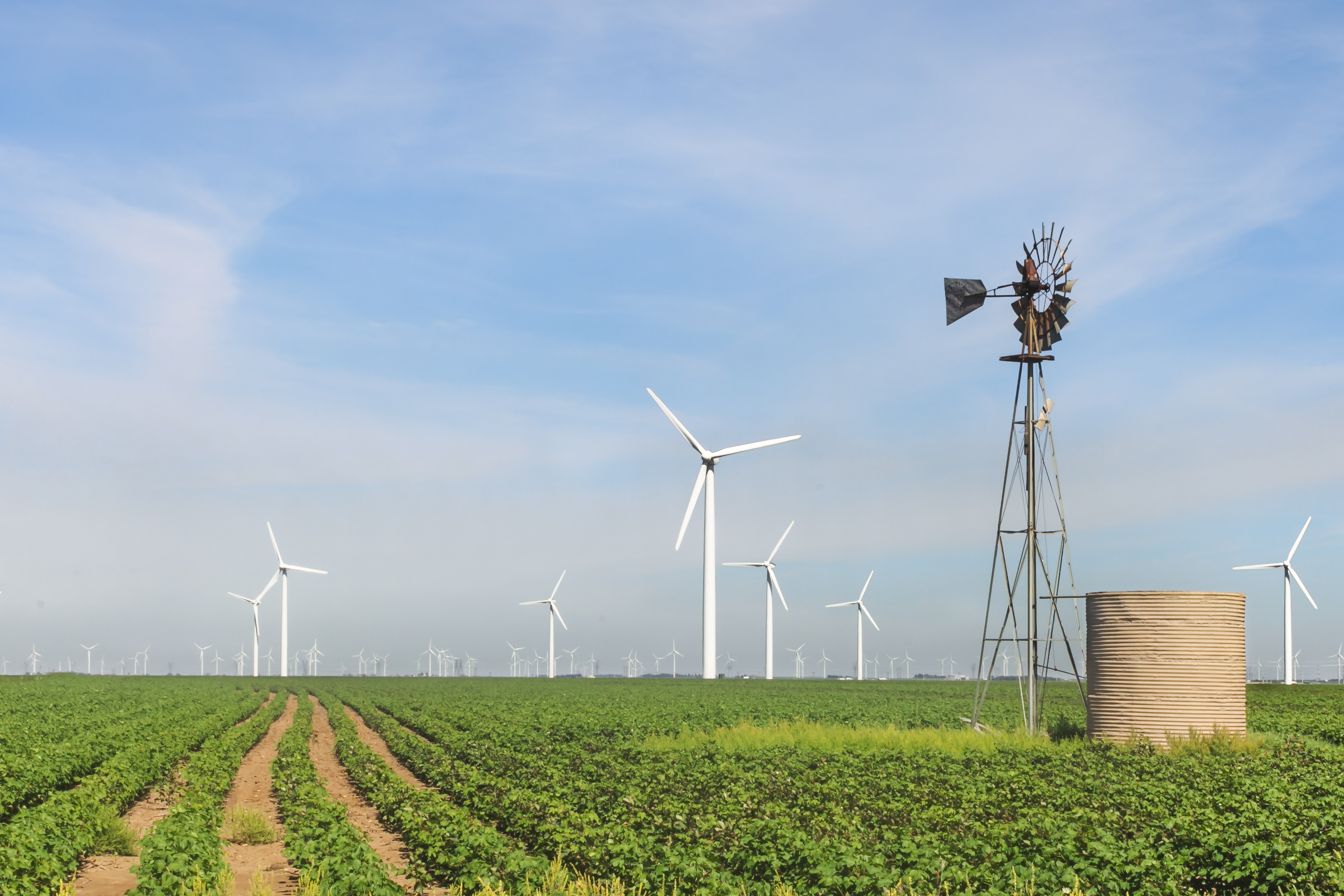
Roscoe Wind Farm in West Texas

Din studiile de vânt rezultă o hartă a intensității vântului pentru amplasamentul ales. Pe această hartă apar clar punctele unde intensitatea vântului este maximă, puncte în care vor fi instalate ulterior turbinele eoliene. Deoarece acestea au o înălțime considerabilă (150 m cu tot cu pală) și trebuie să reziste la vitezele maxime ale vântului înregistrate în acea zonă, pentru fixarea lor se construiesc fundații de beton îngropate  (în general 20x20x3m).
Generatorul turbinei produce energie electrică de joasă tensiune (< 700 V) și de aceea în nacela fiecărei turbine se găsește un post de transformare (în general de la 690V la 20 KV). Trebuie menționat faptul că, randamentul la transportul energiei electrice este maxim pentru valori ale tensiunii de linie foarte mari (de ordinul KV).
În cadrul parcului, turbinele se conectează prin cabluri subterane de înaltă tensiune (20 KV) la punctele de conexiune. Punctele de conexiune se conectează la rândul lor la stația de transformare a parcului eolian ce ridică tensiunea de la 20  KV la 110 KV (valoarea cea mai mică a tensiunii din liniile de transport din SEN).
Turbinele nu necesită operator uman. Ele sunt monitorizate dintr-un dispecerat prin intermediul conexiunilor la  INTERNET și a unor programe de tip  SCADA - Supervisory Control And Data Acquisition – Program de supraveghere, control și achiziție date.

## Darea în exploatare a unui parc eolian
După construcția unui parc eolian, urmează o perioadă de probe în care se verifică :
- modul de efectuare a conexiunilor electrice;
- dacă turbinele generează tensiune la parametrii specificați (tensiune, frecvență);
- dacă la cuplarea parcului eolian  la SEN apar dezechilibrări sau modificări ale parametrilor acestuia.

## Exploatarea unui parc eolian
Unul din avantajele generatoarelor eoliene îl reprezintă faptul că nu necesită pentru funcționare operatori umani. Periodic, conform specificațiilor producătorului turbinei,  se efectuează lucrări de întreținere care constau în:
- aspectarea vizuală a elementelor componente ale turbinei eoliene;
- curățarea anumitor elemente;
- lucrări de gresare;
- schimbarea uleiului din cutia de viteze a generatorului.

Un parc eolian livrează energie funcție de intensitatea vântului și funcție de cerințele din Sistemul energetic Național. În general există grafice stabilite de comun acord între Transelectrica și operatorul parcului eolian,  funcție de care energia electrică produsă este  injectată în SEN.

## Parcuri eoliene în lume
Primul parc eolian din lume a avut o putere instalată de 0,6 MW. Era format din 20 de turbine eoliene cu puteri de 30 kW, fiecare, instalate pe Muntele Crotched,  în sudul statului american New Hampshire, în decembrie 1980.
| Parcul eolian                    | Capacitatea curentă (MW) | Țara                       | Note        |
| -------------------------------- | ------------------------ | -------------------------- | ----------- |
| Alta (Oak Creek-Mojave)          | 1,320                    | Statele Unite ale Americii | [ 3 ]       |
| Jaisalmer Wind Park              | 1,064                    | India                      | [ 4 ]       |
| Buffalo Gap Wind Farm            | 523.3                    | Statele Unite ale Americii | [ 5 ] [ 6 ] |
| Capricorn Ridge Wind Farm        | 662.5                    | Statele Unite ale Americii | [ 5 ] [ 6 ] |
| Dabancheng Wind Farm             | 500                      | People's Republic of China | [ 7 ]       |
| Parcul eolian Fântânele-Cogealac | 600                      | România                    | [ 8 ]       |
| Fowler Ridge Wind Farm           | 599.8                    | Statele Unite ale Americii | [ 9 ]       |
| Horse Hollow Wind Energy Center  | 735.5                    | Statele Unite ale Americii | [ 5 ] [ 6 ] |
| Meadow Lake Wind Farm            | 500                      | Statele Unite ale Americii | [ 9 ]       |
| Panther Creek Wind Farm          | 458                      | Statele Unite ale Americii | [ 6 ]       |
| Roscoe Wind Farm                 | 781.5                    | Statele Unite ale Americii | [ 10 ]      |
| Shepherds Flat Wind Farm         | 845                      | Statele Unite ale Americii |             |
| Sweetwater Wind Farm             | 585.3                    | Statele Unite ale Americii | [ 5 ]       |

## Lista și dispunerea parcurilor eoliene in Romania
În tabelul de mai jos este prezentată lista cu dispunerea parcurilor eoliene din România în construcție sau operaționale, conform situației din 5 decembrie 2011.
| Nr. crt. | Proprietar             | Localitate       | Județ         | Număr turbine | Tip turbine (producător, capacitate MW) | Capacitate instalată (MW) | Stare actuală      |
| -------- | ---------------------- | ---------------- | ------------- | ------------- | --------------------------------------- | ------------------------- | ------------------ |
| 1        | Cez - Cehia            | Fântânele Vest   | Constanța     | 139           | General Electric GE 2.5 xl, 2,5 MW      | 247,5                     | Operațional - 2010 |
| 2        | Cez - Cehia            | Fântânele Est    | Constanța     | 36            | General Electric GE 2.5 xl, 2,5 MW      | 90                        | În testare         |
| 3        | Cez - Cehia            | Cogealac         | Constanța     | 101           | General Electric GE 2.5 xl, 2,5 MW      | 252,5                     | În construcție     |
| 4        | Energias de Portugal   | Peștera          | Constanța     | 27            | Vestas V90 - 3 MW                       | 81                        | Operațional - 2011 |
| 5        | Energias de Portugal   | Cernavodă        | Constanța     | 47            | Vestas V90 - 3 MW                       | 141                       | Operațional - 2011 |
| 6        | Energias de Portugal   | Sarichioi        | Tulcea        | 23            | Enercon E-101 - 3 MW                    | 69                        | Proiect            |
| 7        | Enel Green Power       | Corugea          | Tulcea        | 35            | Gamesa G90 - 2 MW                       | 70                        | În construcție     |
| 8        | Enel Green Power       | Sălbatica I      | Tulcea        | 15            | Gamesa G90 - 2 MW                       | 30                        | Operațional - 2010 |
| 9        | Enel Green Power       | Sălbatica II     | Tulcea        | 20            | Gamesa G90 - 2 MW                       | 40                        | Operațional - 2011 |
| 10       | Enel Green Power       | Agighiol         | Tulcea        | 17            | Gamesa G90 - 2 MW                       | 34                        | Operațional - 2010 |
| 11       | Monsson                | Siliștea 1       | Constanța     | 10            | General Electric GE 2.5 xl, 2,5 MW      | 25                        | Operațional - 2011 |
| 12       | Monsson                | Siliștea 2       | Constanța     | 2             | General Electric GE 2.5 xl, 2,5 MW      | 5                         | Operațional - 2011 |
| 13       | Monsson                | Corbu            | Constanța     | 1             | PowerWind 0,9 MW                        | 0,9                       | Operațional - 2011 |
| 14       | Monsson                | Gălbiori         | Constanța     | 2             | General Electric GE 2.5 xl, 2,5 MW      | 5                         | Operațional - 2010 |
| 15       | Monsson                | Mireasa          | Constanța     | 4             | General Electric GE 2.5 xl, 2,5 MW      | 10                        | Operațional - 2010 |
| 16       | Energy Group (Monsson) | Topleț           | Caraș-Severin | 2             | PowerWind 0,9 MW                        | 1,8                       | Operațional - 2009 |
| 17       | OMV Petrom             | Dorobanțu        | Tulcea        | 15            | Vestas V90 - 3 MW                       | 45                        | Operațional - 2011 |
| 18       | NEG Berlin             | Mihai Viteazu    | Constanța     | 11            | Enercon E53 0,8 MW                      | 8,8                       | Operațional - 2010 |
| 19       | NEG Berlin             | Mihai Viteazu 1a | Constanța     | 6             | Enercon E53 0,8 MW                      | 4,8                       | În construcție     |
| 20       | NEG Berlin             | Pantelimon I     | Constanța     | 2             | Enercon E53 0,8 MW                      | 1,6                       | Operațional - 2010 |
| 21       | NEG Berlin             | Pantelimon II    | Constanța     | 3             | Enercon E53 0,8 MW                      | 2,4                       | În construcție     |
| 22       | NEG Berlin             | Biruința         | Constanța     | 3             | Enercon E53 0,8 MW                      | 2,4                       | Proiect            |
| 23       | NEG Berlin             | Ciocârlia        | Constanța     | 5             | Enercon E53 0,8 MW                      | 4                         | Proiect            |
| 24       | EP Global Energy       | Chirnogeni       | Constanța     | 32            | Nordex N90 - 2,5 MW                     | 80                        | Proiect - 2012     |